# Benny Törnroos
Benny Törnroos, född 16 juni 1950 i Helsingfors, är en finlandssvensk sångare och skådespelare samt en mediaprofil i Finland. I Finland har han fått smeknamnet muumilaulaja (”muminsångaren”) efter sin sångmedverkan i den animerade TV-serien I Mumindalen. Han är aktiv inom TV och radio och turnerar även med Muminshowen i Finland.
Törnroos är bosatt i Esbo utanför Helsingfors tillsammans med sin familj. Han har givit ut runt 25 musikalbum med egen musik, både barn- och vuxenmusik. Har varit sångare i countrybandet Country Express. 

## Diskografi
Soloalbum
- Meistä ja muista (1984)
- Nu gäller det (1984)
- Fixu vekotin (1986)
- Hoppsan! (1991)
- Lasten ikioma Muumi (1992)
- Min egen Mumin (1992)
- Huller om buller (1993)
- Fixu vekotin / meistä ja muista (1997)
- Benny's 21 bästa (2004)
- Mysteriets port (2007)

Den animerade Muminserien
- I Mumindalen (1990–91) – sång till introt/utrot på de finska och svenska versionerna
- Kometen kommer (1992) – sång även på långfilmen som producerades efter serierna